# Єнбекші (Майський район)
Єнбекші́ (каз. Еңбекші) — село у складі Майського району Павлодарської області Казахстану. Входить до складу Майського сільського округу.
Населення — 31 особа (2021; 50 у 2009, 86 у 1999, 124 у 1989).
Національний склад станом на 1989 рік:
- казахи — 100 %